# Nosopsyllus aegaeus
Nosopsyllus aegaeus är en loppart som beskrevs av Peus 1978. Nosopsyllus aegaeus ingår i släktet Nosopsyllus och familjen fågelloppor. Inga underarter finns listade i Catalogue of Life.